# Thornton, Texas
Thornton là một thị trấn thuộc quận Limestone, tiểu bang Texas, Hoa Kỳ. Năm 2010, dân số của thị trấn này là 526 người.

## Dân số
- Dân số năm 2000: 525 người.
- Dân số năm 2010: 526 người.